# Џгантија
Џгантија (малт. Ġgantija, изговор ; Торањ титана) је мегалитски храмовни комплекс из епохе неолита (од 3600 до 2500. п. н. е.) на острву Гоцо на Малти. Најстарији је из групације мегалитских храмова на Малти и старији је чак од египатских пирамида.
Ову верску структуру чине два гигантска храма посвећена култу плодности о чему сведоче бројне фигуре и статуете пронађене на том локалитету а које се односе на тај култ. Према легенди становника острва Гоцо, храмове су изградили Титани као место за ходочашћа и приношење жртви.
Од 1980. овај комплекс је на листи Светске баштине Унеска.

## Карактеристике храмова
Храмови Џгантија смештени су у централном делу острва Гоцо на висоравни Шара. Комплекс чине два храма изграђених један поред другог и окружених оградом од камених блокова висине и до 5,5 метара и тежине до 50 тона.
Јужнији храм је доста пространији и старији и изграђен је око 3600. п. н. е., а такође је и доста боље очуван. Храм чини 5 великих апсида, а видљиви су и остаци малтера који је некада вероватно прекривао неравне зидове. Оба храма су изграђена у за то доба типичном малтешком силу са планом у облику листа детелине. Полукружне апсиде су повезане централним ходником и претпоставља се да су у време настанка биле наткривене. Занимљиво је да у доба настанка ових храмова тадашња цивилизација на Малти није познавала метално оруђе за рад, можда ни точак.
Верује се да су приликом преношења огромних камених блокова на градилиште кориштени примитивни куглични лежајеви од камена, о чему сведоче и бројне камене громаде сфероидног облика пронађене у околини храмова. И ови храмови су, уосталом као и сви слични објекти на Малти из тог времена окренути ка југоистоку. Јужни храм је висок до 6 метара. На улазу се налази удубљење у великој каменој стени које је вероватно било испуњено водом и служило је за ритуална прања пре уласка у сам храм. Унутар сваке апсиде пронађени су остаци олтара (жртвеника) и бројне животињске кости, па се претпоставља да су се у овим храмовима приносиле животињске жртве идолима.

## Истраживања и публикације
Пре ископавања и поновног открића ових храмова на острву Гоцо су постојале легенде о великим паганским храмовима у централном делу острва и на основу тих легенди је француски графичар Жан-Пјер Овел израдио готово тачан план тих храмова (на слици десно). Године 1827. тадашњи британски управник Гоцоа наредио је да се локалитет на којем су се налазили храмови а који је био препун рушевина рашчисти приликом чега је уништен велики део аутентичних остатака. На сву срећу један немачки сликар је пар година раније приликом посете овом месту урадио скицу локалитета што је касније послужило као важан документ о самом локалитету пре уклањања остатака.
Након рашчишћавања земљиште је постало приватно власништво све до 1933. када је влада извршила експропријацију локалитета. Одмах су почела ископавања и обимни археолошки радови на том локалитету.
Храмови Џгантије су уврштени на Унескову листу Светске баштине 1980. која је проширена 1992. када је на њу додато још 5 мегалитских локалитета са Гоца и Малте. Сви заједно улазе на јединствену листу под називом Мегалитски храмови на Малти.

## Галрија слика
- Џгантија
- Мегалити око храма као ограда
- Зидине гледано са спољне стране
- Панорамски поглед